# Тула-Арена
«Тула-Арена» — многофункциональная арена в Туле.

## История
Соглашение о строительстве спорткомплекса было подписано в присутствии Губернатора Алексея Дюмина и Президента ПАО «ГМК „Норильский никель“» Владимира Потанина на XXIII Петербургском международном экономическом форуме в 2019 году.
Открыта 11 октября 2021 года. На открытии присутствовал в том числе губернатор Тульской области Алексей Дюмин. После торжественной церемонии «Тулица» провела свой первый домашний матч сезона 2021/2022 в Суперлиге с командой «Минчанка» и победила 3:1.